# Гвардија Вомано (Терамо)
Гвардија Вомано (итал. Guardia Vomano) је насеље у Италији у округу Терамо, региону Абруцо.
Према процени из 2011. у насељу је живело 417 становника. Насеље се налази на надморској висини од 170 м.